# تل تايلور (مقاطعة ديلاوير ، نيويورك)
تل تايلور، هو جبل يقع في جبال كاتسكيل في نيويورك جنوب شرق هانكوك. يقع تل جنسن من الغرب إلى الجنوب الغربي، ويقع تل راتلسنيك من الغرب إلى الشمال الغربي، ويقع جبل بيج فورك في الشمال الشرقي الشمالي، وتقع قمه جبل جوني شمال غرب تل تايلور